# Leonard Talmy
Leonard Talmy ist ein  US-amerikanischer Linguist. Er ist emeritierter Professor für Linguistik und Philosophie an der University at Buffalo. Er ist Schüler von Dan Slobin und schuf mit anderen die Raum- und Prozesssemantik.

## Leben und Wirken
Leonard Talmy studierte an der University of California, Berkeley und erwarb dort 1963 den Grad B.A. und 1972 den Ph.D. Sein Forschungsgebiet ist die Kognitive Linguistik, besonders Typologie und Universalien der Semantik natürlicher Sprachen. Er hat seine Forschung u. a. auf amerikanische Indianersprachen und Jiddisch konzentriert.
Auf den Grundlagen, die von Dan Slobin erarbeitet wurden, gründete Talmy eine typologische Distinktion von Sprachen hinsichtlich der Lexikalisierung von Bewegungsereignissen oder -zuständen. Für Talmy (2000) lassen sich zur Beschreibung der Grundkonzepte von Fortbewegungsszenen folgende Begriffe verwenden:
- Figure, die als Subjekt ausgedrückt wird[2]
- Ground oder das Referenzobjekt, reference object
- Motion  oder das Bewegungsereignis
- Path oder „Weg“,  dem im Laufe der Bewegung gefolgt wird
- Manner oder Art und Weise[3]

Die Begriffe für figure und ground hat Talmy von der Gestaltpsychologie übernommen, Figur-Grund-Wahrnehmung. Die Dichotomie von Figur und Hintergrund stellt für Talmy ein wichtiges syntaktisches Ordnungsprinzip dar.
| Verb-framed-languages                 | Verb-framed-languages          | Satellite-framed-languages        | Satellite-framed-languages         |
| Französische Sprache                  | Spanische Sprache              | Deutsche Sprache                  | Englische Sprache                  |
| ------------------------------------- | ------------------------------ | --------------------------------- | ---------------------------------- |
| Il entra en courant.                  | Entró corriendo.               | Er lief hinein.                   | He ran in.                         |
| Elle traversa la rivière à la nage.   | Atravesó el río a nado.        | Sie durchschwamm den Fluss.       | She swam across the river.         |
| Descendez du train sur la gauche.     | Bajen del tren a la izquierda. | Steigen Sie links aus dem Zug.    | Step out of the train to the left. |
| Il ouvrit la porte d'un coup de pied. | Abrió la puerta de una patada. | Er stieß die Tür mit dem Fuß auf. | He kicked the door open.           |
| J'allume la lumière.                  | Prendo la luz.                 | Ich mache das Licht an.           | I turn the light on.               |
| J'éteins la lumière.                  | Apago la luz.                  | Ich mache das Licht aus.          | I turn the light off.              |

Talmy unterscheidet zwischen zwei Arten von Sprachen: „satellite-framed“ (so etwa die deutsche und englische Sprache) und „verb-framed languages“ (wie die spanische und französische Sprache), für die er die zuvor genannte Begrifflichkeit in den 1980er Jahren prägte.  Ein solcher Satellit wäre im Englischen z. B. „into“ (bei „He ran into the house.“), ein Beispiel für eine verbal gefasste Beschreibung wäre im Französischen „Il est entré à la maison en courant“. Hierbei beschreibt und betont eine Angabe – „en courant“ – die Weise der Bewegung (rennend).

## Werke (Auswahl)
- Toward a Cognitive Semantics. Bd. 1: Concept structuring systems. Bd. 2: Typology and process in concept structuring. MIT Press, Cambridge, MA 2000, ISBN 0-262-70097-2
- The Attention System of Language.
- Path to realization: A typology of event conflation. Berkeley Working Papers in Linguistics, (1991), S. 480–519.
- Force Dynamics in Language and Cognition. COGNITIVE SCIENCE 12, 49-100 (1968)